# Col du Bonhomme (massif des Vosges)
Pour les articles homonymes, voir col du Bonhomme.
Le col du Bonhomme est l'un des principaux cols du massif des Vosges, situé entre les communes de Plainfaing (Vosges) et du Bonhomme (Haut-Rhin), assurant les liaisons entre ces deux départements.

## Toponymie
Le premier centre communal rencontré, l'ancien village et hospice du Bonhomme, situé six kilomètres en contrebas du côté alsacien, porte la même dénomination que le col. L'étymon fait référence à un diminutif d'une divinité protectrice et guerrière gauloise, proche des préfixes anglo-saxon Tues ou allemand Diens, qui se préserve encore dans l'appellation du jour de mardi (Tuesday, Dienstag). Cette racine a été substituée progressivement à l'époque médiévale par le prénom d'un saint homme, Déodatus, Dieudonné en ancien français, altéré en Dié en dialecte roman ou vosgien, remis en diminutif Diedel en alsacien. Ce fondateur chrétien du ban Saint-Dié n'est pas spécialement réputé pour sa bonté, mais par sa pitié pour les pauvres et son sens de la justice. Bon homme signifie en ancien français ou en dialecte roman local ou vosgien « l'homme sacré, le saint homme ». C'est l'équivalent de saint Dié qui perpétue ainsi la divinité gauloise.

## Géographie
Situé à l'altitude de 949 mètres, le col relie la haute vallée lorraine de la Meurthe, précisément à partir de Plainfaing et de la vallée de Barançon, et la haute vallée alsacienne de la Weiss – plus précisément d'un affluent, la Béhine qui arrose la commune du Bonhomme – par la route nationale 415. Saint-Dié-des-Vosges et Colmar sont respectivement à 26 et 32 kilomètres de part et d'autre du col. La route des Crêtes y traverse la nationale, venant du col du Louschbach (978 m) et se dirigeant vers le col du Pré de Raves (1 009 m) et le col des Bagenelles.

## Transports
Le col du Bonhomme est un des cols les plus fréquentés des Vosges. Il est emprunté en semaine par les véhicules de transport lourds, parfois des milliers de véhicules par jour, souvent de gabarits internationaux.

## Histoire

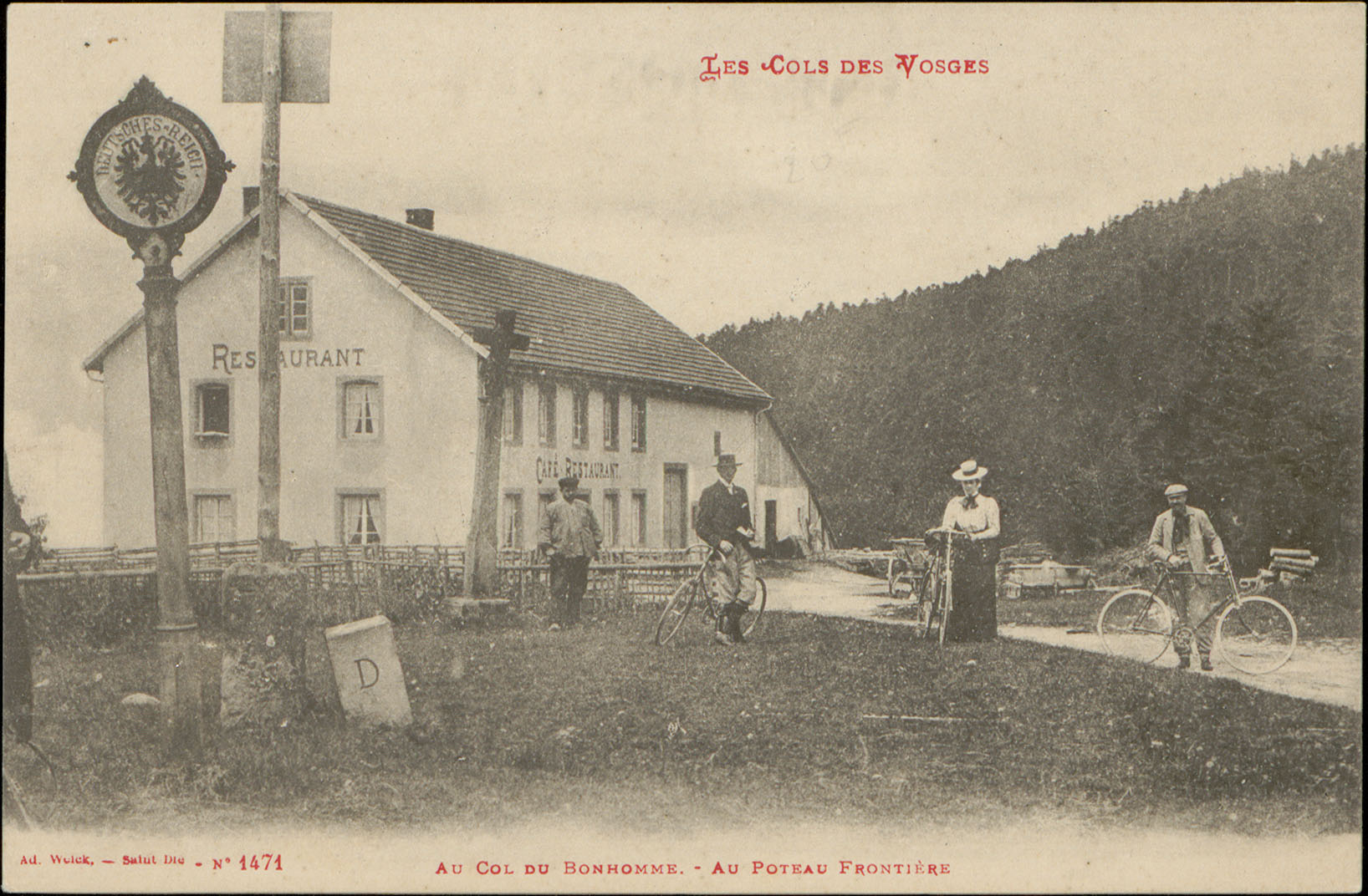
Poteau-frontière du col
(fonds photographique Ad. Weick).

L'endroit de passage – parfois stratégique – apparaît un lieu d'affrontements au fil des siècles.
D'accès facile de part et d'autre entre les anciennes chaumes du Rossberg et du Louschbach, le col du Bonhomme était déjà le lieu de passage gallo-romain reliant Toul à Vieux-Brisach. Il s'agit plutôt d'une via petra ou voie de pierre gauloise, voire au mieux d'un faisceau de chemins anciens, que d'une voie romaine d'intérêt stratégique pour la cité de Toul. Cette voie secondaire ou via petra, parfois peu commode après sa dégradation et son surcreusement, a laissé des traces dans la toponymie, ainsi La Poutro, lieu-dit entre Fraize et Plainfaing, et Lapoutroie, commune en aval du Bonhomme.
Le col du Bonhomme est une étape, avec le Rossberg au nord, sur le légendaire chemin Saint-Dié.
En 1906, un bûcheron français découvrit une lame d'épée rouillée dans la forêt communale de Fraize, près du col du Bonhomme, à quelques mètres de la frontière. Cette découverte fut rapidement associée à un fort mentionné sur la carte de Cassini de 1740, situé sur le versant alsacien, non loin du col. Ce fort, désigné sous le nom de « fort Galasse » sur la carte, aurait probablement été construit ou restauré autour de 1634, pendant la guerre de Trente Ans, pour défendre la Lorraine contre les ennemis venus d'Alsace. Il est plausible que le nom du fort fasse référence à Matthias Gallas, général impérial ayant remporté une victoire décisive contre les Suédois en 1634,.

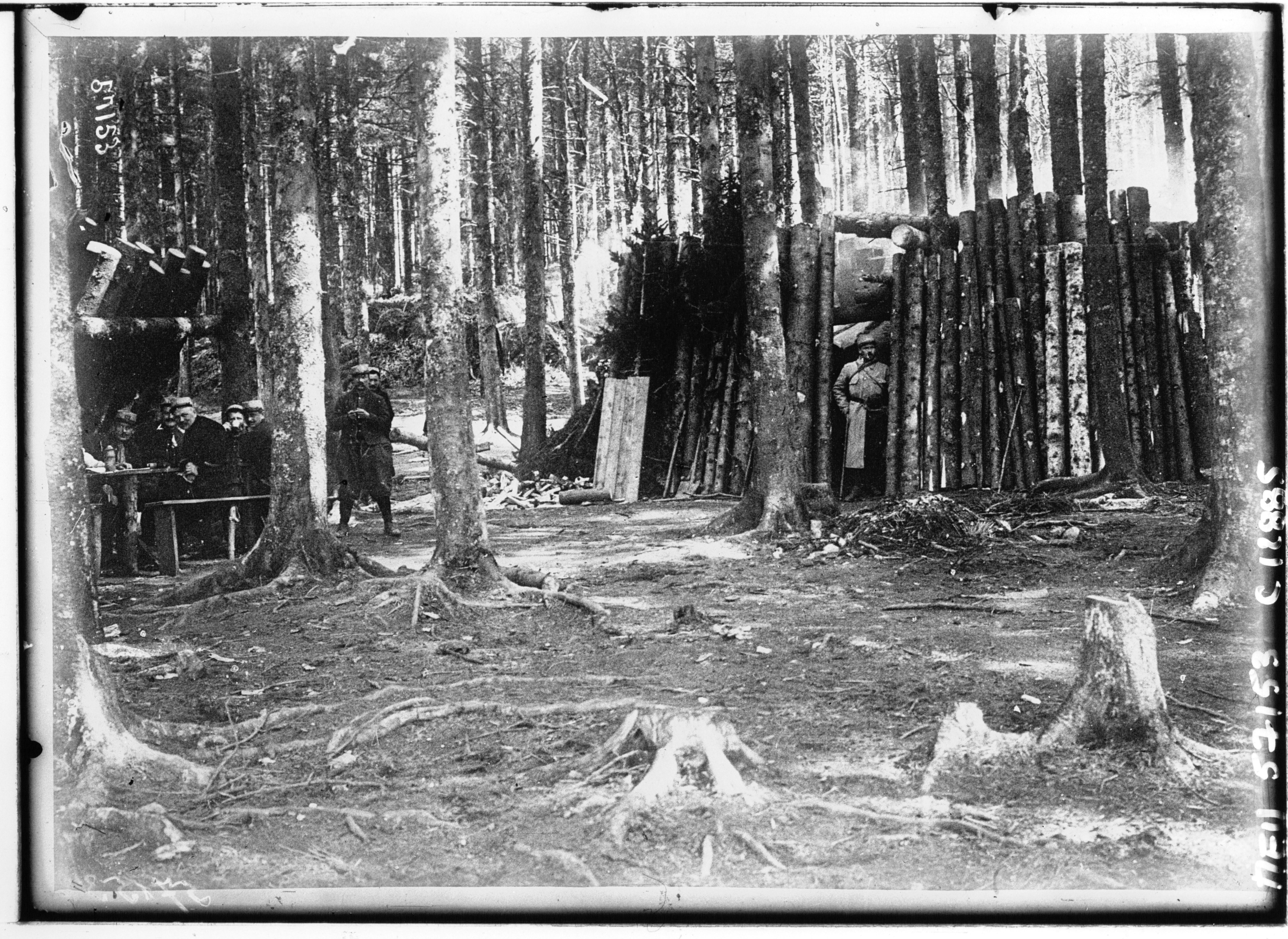
« Nos fantassins dans leurs gourbis sur la terre d'Alsace » (éd. 1915).

Au début de la Première Guerre mondiale, de violents combats se déroulent dans le secteur ; le 8 septembre 1914, vers midi, un violent bombardement de l'artillerie lourde allemande eut lieu au col et tuait le général Bataille ainsi que plusieurs de ses officiers d'état-major,. La stèle ou monument Bataille qui commémore ce fait a été inauguré le 12 août 1939.
À la suite du projet d’implantation de cinq éoliennes sur le site emblématique fréquenté par le Grand Tétras, l’association « Initiative pro Pfälzerwald », l’alliance « Energiewende für Mensch und Natur » et le Collectif Vosges Horizon Durable se sont mobilisés contre ce projet par le biais d'un jumelage.

## Activités

### Randonnée
Le GR531 traversant les Vosges selon un axe nord-sud passe par le col du Bonhomme en provenance du col des Bagenelles pour atteindre le col du Louschbach. Il est également parcouru par le GRP de la Déodatie.

### Cyclisme
Le col a accueilli la 20e étape du Tour de France 1949, le cycliste italien Fausto Coppi l'a passé en tête.